# Cheiridium firmum
Cheiridium firmum är en spindeldjursart som beskrevs av Clarence Clayton Hoff 1952. Cheiridium firmum ingår i släktet Cheiridium och familjen dvärgklokrypare. Inga underarter finns listade i Catalogue of Life.